# Konstanty Lech

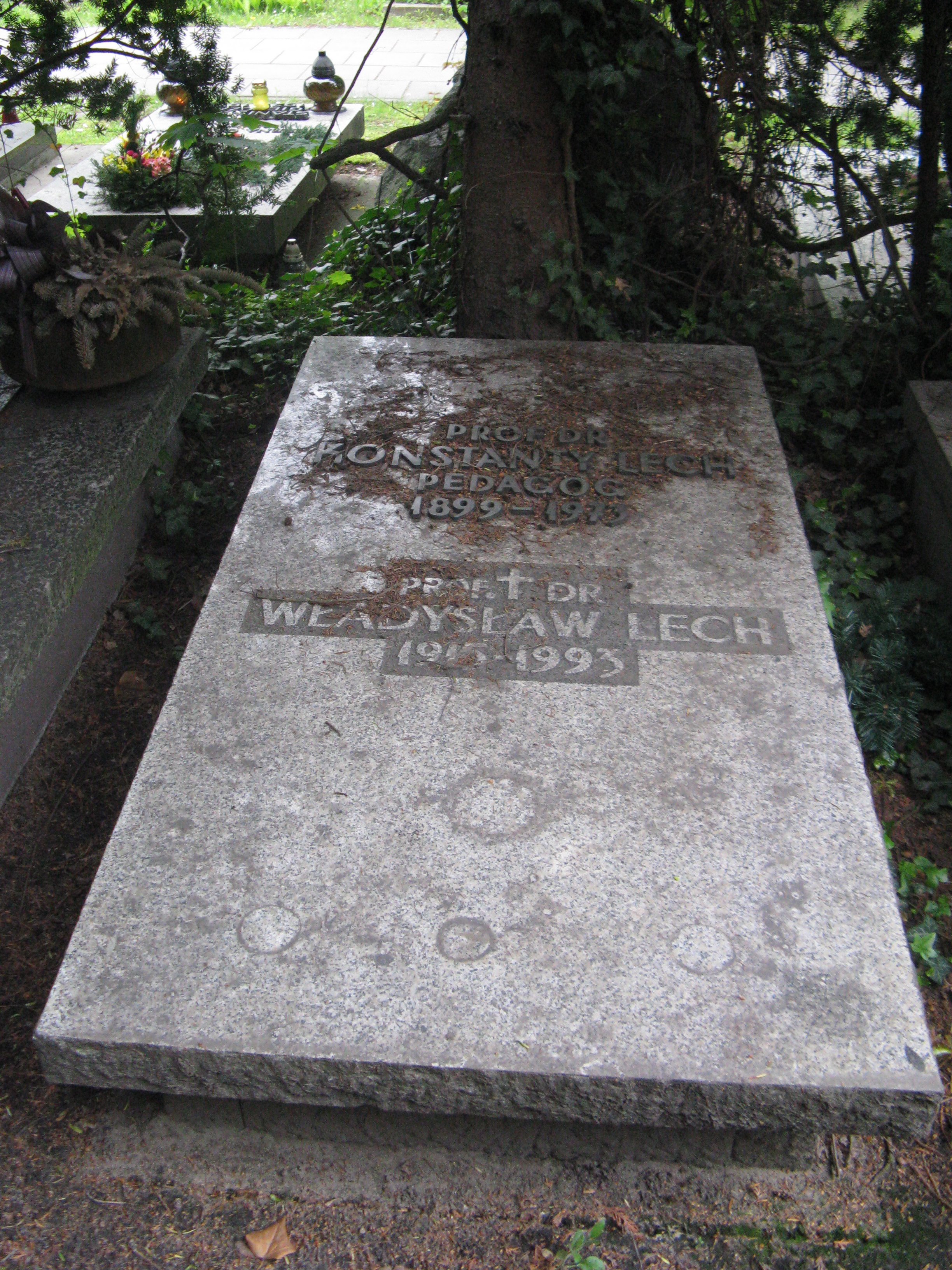
Grób Konstantego Lecha na Cmentarzu Wojskowym na Powązkach

Konstanty Lech (ur. 15 października 1899 w Rudce, zm. 7 marca 1973 w Nałęczowie) – polski pedagog, profesor, w latach 1961–1969 kierownik Katedry Pedagogiki Uniwersytetu Marii Curie-Skłodowskiej w Lublinie. 

## Życiorys
Konstanty Lech po ukończeniu seminarium nauczycielskiego w Siennicy pracował jako nauczyciel szkół podstawowych na Mazowszu. Wyjechał do Brazylii, gdzie pracował jako nauczyciel w Kurytybie w latach 1924–1933. Po powrocie do Polski ukończył studia wyższe. Podczas okupacji uczestniczył w tajnym nauczaniu, m.in. prowadził propedeutykę filozofii w I Państwowym Gimnazjum i Liceum im. Stefana Batorego w Warszawie. Nawiązał bliższą współpracę z prof. Tadeuszem Kotarbińskim. 
Po wojnie był wizytatorem i urzędnikiem w Ministerstwie Oświaty, a od roku 1950 pracownikiem Instytutu Pedagogiki (obecnego Instytutu Badań Edukacyjnych). W 1966 roku otrzymał tytuł profesorski. W latach 1961–1969 kierował Katedrą Pedagogiki na Uniwersytecie im. Marii Skłodowskiej-Curie w Lublinie. 
Wtedy też inicjował i organizował działalność szkół eksperymentalnych na Lubelszczyźnie, w których realizowano główne założenia opracowanego przezeń „systemu nauczania przez łączenie teorii z praktyką”, zwanego także „systemem rozwijania myślenia uczniów przez łączenie teorii z praktyką”. Interesował się głównie dydaktyką oraz związkiem pomiędzy myśleniem i działaniem oraz pomiędzy teorią i praktyką w procesie nauczania.
Pochowany na cmentarzu Powązki Wojskowe w Warszawie (kwatera B33-2-9).

## Ważniejsze prace
- Rozwijanie myślenia uczniów przez łączenie teorii z praktyką (1960)
- System nauczania (1964)
- Nauczanie wychowujące (1967)
- Nauczanie wychowujące w praktyce szkolnej (1974)